# Quadro de medalhas dos Jogos Olímpicos de Verão de 1924
Este é o Quadro de medalhas dos Jogos Olímpicos de Verão de 1924, realizados em Paris, França. O ordenamento é feito pelo número de medalhas de ouro, estando as medalhas de prata e bronze como critérios de desempate em caso de países com o mesmo número de ouros. Se, após esse critério, os países continuarem empatados, posicionamento igual é dado e eles são listados alfabeticamente. Este é o sistema utilizado pelo Comitê Olímpico Internacional.
| Ordem | País               | Medalha de ouro | Medalha de prata | Medalha de bronze |    |
| ----- | ------------------ | --------------- | ---------------- | ----------------- | -- |
| 1     | USA Estados Unidos | 45              | 27               | 27                | 99 |
| 2     | FIN Finlândia      | 14              | 13               | 10                | 37 |
| 3     | FRA França         | 13              | 15               | 10                | 38 |
| 4     | GBR Grã-Bretanha   | 9               | 13               | 12                | 34 |
| 5     | ITA Itália         | 8               | 3                | 5                 | 16 |
| 6     | SUI Suíça          | 7               | 8                | 10                | 25 |
| 7     | NOR Noruega        | 5               | 2                | 3                 | 10 |
| 8     | SWE Suécia         | 4               | 13               | 12                | 29 |
| 9     | NED Países Baixos  | 4               | 1                | 5                 | 10 |
| 10    | BEL Bélgica        | 3               | 7                | 3                 | 13 |
| 11    | AUS Austrália      | 3               | 1                | 2                 | 6  |
| 12    | DEN Dinamarca      | 2               | 5                | 2                 | 9  |
| 13    | HUN Hungria        | 2               | 3                | 4                 | 9  |
| 14    | YUG Iugoslávia     | 2               |                  |                   | 2  |
| 15    | TCH Checoslováquia | 1               | 4                | 5                 | 10 |
| 16    | ARG Argentina      | 1               | 3                | 2                 | 6  |
| 17    | EST Estônia        | 1               | 1                | 4                 | 6  |
| 18    | RSA África do Sul  | 1               | 1                | 1                 | 3  |
| 19    | URU Uruguai        | 1               |                  |                   | 1  |
| 20    | AUT Áustria        |                 | 3                | 1                 | 4  |
| 20    | CAN Canadá         |                 | 3                | 1                 | 4  |
| 22    | POL Polônia        |                 | 1                | 1                 | 2  |
| 23    | HAI Haiti          |                 |                  | 1                 | 1  |
| 23    | JPN Japão          |                 |                  | 1                 | 1  |
| 23    | NZL Nova Zelândia  |                 |                  | 1                 | 1  |
| 23    | POR Portugal       |                 |                  | 1                 | 1  |
| 23    | ROU Romênia        |                 |                  | 1                 | 1  |